# XG (日本音樂團體)
XG（日语：エックスジー）是日本女子團體，活动据点在韓國，由7名成员組成，包括JURIN、CHISA、HINATA、HARVEY、JURIA、MAYA和COCONA。推出者為XGALX，愛貝克思集團旗下国际娱乐音乐厂牌。2022年3月18日，XG以发行首张数字单曲《Tippy Toes》出道。
XG音乐风格主打Hip Hop和R&B风，而视觉上大胆地混用了包括Y2K、原宿风等在内的复古美学，成员皆为日本人，在韩国发展，歌词多为英语，这些要素让XG处于一个独特的位置。

## 官方設定

### 團體由來
團體名稱的「XG」源自於「Xtraordinary Girls」的概念，意指透過不被常識所侷限的獨特風格音樂及表演，啟發全世界正處在不同處境的年輕一代。招呼語是「CREATE BOLD CULTURE」。

### 粉絲名
粉絲名為「ALPHAZ」。XG表示alpha是狼群的首領；希望跟粉絲一起，打破以往的常識和固有觀念，攜手引領全新的世界浪潮；希望每位粉絲都能成為首領，共同引領新潮流，故此命名。
XG脱胎于自2017年开始，历时5年的“X-Galaxy计划”，是XGALX首个签约艺人，于2022年3月18日以单曲《Tippy Toes》正式出道。
XG的总制作人是韩国男子组合DMTN的前成员，同时也是日韩混血的JAKOPS（SIMON）。

## 成員列表
| 藝名   | 藝名             | 藝名   | 本名       | 本名              | 出生日期 出生地點            | 国籍   | 定位          | 備註                             |
| 英文   | 日文             | 韓文   | 中文       | 原文              | 出生日期 出生地點            | 国籍   | 定位          | 備註                             |
| ------ | ---------------- | ------ | ---------- | ----------------- | ---------------------------- | ------ | ------------- | -------------------------------- |
| CHISA  |                  | 치사   | 近藤千彩   | ／ Kondō Chisa    | 2002年1月17日 大阪府大阪市   | 日本   | 副队长、VOCAL |                                  |
| HINATA |                  | 히나타 | 宗原日向   | ／ Sōhara Hinata  | 2002年6月11日 愛知縣名古屋市 | 日本   | VOCAL         | 祖父母為韓國人。                 |
| JURIN  |                  | 주린   | 浅谷珠琳   | ／ Asaya Jurin    | 2002年6月19日 神奈川縣茅崎市 | 日本   | 队长、RAP     |                                  |
| HARVEY |                  | 하비   | 哈维瑛美   | ／ Hāvī Eimi      | 2002年12月18日 東京都        | 日本 · | RAP           | 父親為澳大利亞人、母親為日本人。 |
| HARVEY | 艾米·珍妮特·哈维 | 하비   | ／         |                   | 2002年12月18日 東京都        | 日本 · | RAP           | 父親為澳大利亞人、母親為日本人。 |
| JURIA  |                  | 쥬리아 | 上田纯利亚 | ／ Ueda Juria     | 2004年11月28日 大阪府大阪市  | 日本   | VOCAL         |                                  |
| MAYA   |                  | 마야   | 河地玛雅   | ／ Kawachi Maya   | 2005年8月10日 東京都港区     | 日本   | RAP           |                                  |
| COCONA |                  | 코코나 | 秋山心响   | ／ Akiyama Kokona | 2005年12月6日 東京都         | 日本   | RAP           |                                  |

## 發展經歷

### 出道前
Chisa:曾是日本雜誌的模特兒及演員，個人喜愛運動、模仿台詞，不喜歡獨處，夢想是創立美妝品牌。
Hinata:曾傳聞Hinata是YG的練習生。
JURIN:曾擔任過模特兒。個人喜愛運動，約3歲時開始學習單板滑雪，之後在單板滑雪錦標賽中拿過兩次銅牌。韓語、英語都說得很流利。
Harvey: 曾是模特兒。2016年Tokyo Girls Collection獲得最多獎項。也在日本時尚界被稱九頭身的那位女孩。

### 出道準備、出道首張單曲一輯《Tippy Toes》、單曲二輯《Mascara》
2021年7月28日XGALX設立YouTube頻道。
2022年1月25日XGALX釋出影片「XGALX-The Beginning」，顯示經紀公司的起始。2月18日釋出影片「XG-The Journey(2017-2022)，則顯示團體的起始。經由影片可判斷徵選、訓練時長，並於片尾宣告出道日。出道日前陸續釋出前導影片，包含舞蹈、歌唱、Rap。3月3日開啟TikTok頻道。14日啟用Weverse。18日正式出道，出道單曲為《Tippy Toes》。6月29日，單曲二輯《Mascara》正式發行。30日初舞台，為韓國的Ment電視台的音樂節目M Countdown（第759集）。

### 第三張全英文單曲《Shooting Star》及附加曲目《Left Right》
2023年1月25日，XG發行了他們的第三張全英文單曲《Shooting Star》及其音樂錄影帶和附加曲目《Left Right》。27日起上各大電視台的節目進行打歌活動。
9月27日，发行第一张迷你专辑『NEW DNA』。
2024年6月14日首次出演日本音乐节目《MUSIC STATION》。

## 音樂作品

### 英語
迷你專輯
- 2023-09-27《NEW DNA》
- 2024-11-08《AWE》

單曲專輯
- 2022-03-18《Tippy Toes》
- 2022-06-29《MASCARA》
- 2023-01-25《SHOOTING STAR》
- 2023-12-08《WINTER WITHOUT YOU》
- 2024-05-21《WOKE UP》
- 2025-05-14《MILLION PLACES》

先行單曲
- 2023-06-30GRL GVNG
- 2023-08-04TGIF
- 2023-08-23NEW DANCE
- 2024-07-26《SOMETHING AIN'T RIGHT》
- 2024-10-11《IYKYK》

其他歌曲
- 2024-04-12UNDEFEATED

## 影視作品

### 固定出演
| 日期                 | 頻道          | 節目名稱                   | 備註  |
| -------------------- | ------------- | -------------------------- | ----- |
| 2023年5月3日－6月7日 | YouTube《M2》 | 《XG's three meals a day》 | 共6集 |

## 演唱會及其他演出

### XG 1st WORLD TOUR “The first HOWL”
| 日期                    | 城市            | 國家/地區       | 演出場地                   | 備註            |
| 第一階段 — 亞洲         | 第一階段 — 亞洲 | 第一階段 — 亞洲 | 第一階段 — 亞洲            | 第一階段 — 亞洲 |
| ----------------------- | --------------- | --------------- | -------------------------- | --------------- |
| 2024年5月18日           | 大阪            | 日本            | ⼤阪城展演廳               |                 |
| 2024年5月19日           | 大阪            | 日本            | ⼤阪城展演廳               |                 |
| 2024年5月25日           | 橫濱            | 日本            | K-Arena 橫濱               |                 |
| 2024年5月26日           | 橫濱            | 日本            | K-Arena 橫濱               |                 |
| 2024年7月11日           | 首爾            | 南韓            | Yes24 Live Hall            |                 |
| 2024年7月13日           | 臺北            | 台灣            | 台北國際會議中心 (TICC)    |                 |
| 2024年7月16日           | 新加坡          | 新加坡          | The Star Theatre           |                 |
| 2024年8月2日            | 馬尼拉          | 菲律賓          | Smart Araneta Coliseum     |                 |
| 2024年8月4日            | 曼谷            | 泰國            | UOB Live                   |                 |
| 2024年8月7日            | 吉隆坡          | 馬來西亞        | Mega Star Arena            |                 |
| 2024年8月13日           | 香港            | 香港            | 亞洲國際博覽館 10號展館    |                 |
| 2024年8月20日           | 上海            | 中國            | 梅赛德斯-奔驰文化中心      |                 |
| 2024年8月22日           | 成都            | 中國            | 东安湖体育公园多功能体育馆 |                 |
| 2024年8月24日           | 北京            | 中國            | 國家體育館                 |                 |
| 第二階段 — 北美洲       |                 |                 |                            |                 |
| 2024年10月4日           | 拉斯维加斯      | 美国            | 拉斯维加斯维珍酒店剧院     |                 |
| 2024年10月6日           | 洛杉矶          | 美国            | 孔雀剧院                   |                 |
| 2024年10月8日           | 旧金山          | 美国            | 比尔·格雷厄姆市政礼堂      |                 |
| 2024年10月9日           | 旧金山          | 美国            | 比尔·格雷厄姆市政礼堂      |                 |
| 2024年10月12日          | 大草原城        | 美国            | 大草原城剧院               |                 |
| 2024年10月14日          | 舒格兰          | 美国            | 智能金融中心               |                 |
| 2024年10月16日          | 杜鲁斯          | 美国            | Gas South Arena            |                 |
| 2024年10月18日          | 纽约            | 美国            | 麥迪遜廣場花園劇院         |                 |
| 2024年10月21日          | 芝加哥          | 美国            | Wintrust Arena             |                 |
| 第三階段 — 欧洲         |                 |                 |                            |                 |
| 2024年11月18日          | 曼彻斯特        | 英国            | O2 Victoria Warehouse      |                 |
| 2024年11月19日          | 伦敦            | 英国            | 温布利体育馆               |                 |
| 2024年11月22日          | 柏林            | 德国            | Uber Eats Music Hall       |                 |
| 2024年11月24日          | 巴黎            | 法国            | 巴黎天頂體育館             |                 |
| 2024年11月27日          | 布鲁塞尔        | 比利时          | Forest National            |                 |
| 2024年11月29日          | 阿姆斯特丹      | 荷兰            | AFAS Live                  |                 |
| 第四階段 — 亚洲（安可） |                 |                 |                            |                 |
| 2025年2月8日            | 名古屋          | 日本            | 名古屋市國際展示場 1号馆   |                 |
| 2025年2月9日            | 名古屋          | 日本            | 名古屋市國際展示場 1号馆   |                 |
| 第五階段 — 大洋洲       |                 |                 |                            |                 |
| 2025年2月14日           | 悉尼            | 澳大利亚        | ICC Sydney Theatre         |                 |
| 2025年2月16日           | 墨尔本          | 澳大利亚        | 瑪格麗特·考特體育館        |                 |
| 第六階段 — 亚洲（安可） |                 |                 |                            |                 |
| 2025年2月22日           | 东京都          | 日本            | 有明体育馆                 |                 |
| 2025年2月23日           | 东京都          | 日本            | 有明体育馆                 |                 |
| 2025年3月8日            | 福冈            | 日本            | 西日本综合展览中心新馆     |                 |
| 2025年3月9日            | 福冈            | 日本            | 西日本综合展览中心新馆     |                 |
| 2025年3月15日           | 大阪            | 日本            | 大阪城展演厅               |                 |
| 2025年3月16日           | 大阪            | 日本            | 大阪城展演厅               |                 |
| 2025年3月21日           | 杭州            | 中國            | 杭州奥体中心体育馆         |                 |
| 2025年3月23日           | 上海            | 中國            | 梅赛德斯-奔驰文化中心      |                 |
| 2025年3月26日           | 北京            | 中國            | 华熙LIVE·五棵松体育馆      |                 |
| 2025年3月28日           | 成都            | 中國            | 东安湖体育公园多功能体育馆 |                 |
| 第七階段 — 拉丁美洲     |                 |                 |                            |                 |
| 2025年4月24日           | 圣保罗          | 巴西            | Tokio Marine Hall          |                 |
| 2025年4月27日           | 墨西哥城        | 墨西哥          | 墨西哥城竞技场             |                 |

### 公開演出
| 年份   | 日期    | 活動名稱                                | 國家   | 地點                       | 備註 |
| ------ | ------- | --------------------------------------- | ------ | -------------------------- | ---- |
| 2023年 | 5月13日 | KCON 2023 JAPAN                         | 日本   | 幕張展覽館                 |      |
| 2023年 | 5月21日 | Head in the Clouds Festival New York    | 美国   | 森林小丘体育场             |      |
| 2023年 | 8月5日  | Head in the Clouds Festival Los Angeles | 美国   | Brookside at the Rose Bowl |      |
| 2023年 | 8月19日 | KCON LA 2023                            | 美国   | 洛杉矶会展中心             |      |
| 2023年 | 9月15日 | Formula 1 Singapore Grand Prix 2023     | 新加坡 | 政府大廈大草場             |      |
| 2024年 | 12月7日 | 2024广州草莓音乐节                      | 中国   | 南沙音乐秀场               |      |

## 爭議事項
有傳聞指出，該團體為YG娛樂日本分公司與Avex合作推出的團體；但也有另一方面的傳聞表示，YG曾出面澄清該團體並非其經營之團體。
另外，也有傳聞指出XGALX是Avex專為XG成立的。
關於該團體是否屬於K-pop尚未定論，於不同音樂平台分類不一。

## 外部連結
- 官方网站
- XG OFFICIAL的X（前Twitter）
- XG的Instagram帳戶
- XG的Facebook專頁
- YouTube上的XG頻道
- XG的TikTok
- XG的新浪微博
- XG的哔哩哔哩个人空间
- XG的抖音账号
- XG的小红书账号